# حب من نار (فلم)
حب من نار فيلم مصري تم إنتاجه عام 1958، من إخراج حسن الإمام، وأداء شادية وشكري سرحان ويوسف فخر الدين.

## تمثيل
- شادية
- شكري سرحان
- يوسف فخر الدين
- حسين رياض
- وداد حمدي
- عبد المنعم إبراهيم
- حامد مرسي
- إستيفان روستي
- عدلي كاسب
- رياض القصبجي

## أغاني الفيلم
- إحنا لها
- أحمد ومحمد شغلوني

## روابط خارجية
- مقالات تستعمل روابط فنية بلا صلة مع ويكي بيانات